# Global Citizen Awards
I Global Citizen Awards sono premi che vengono assegnati dal Consiglio Atlantico ogni anno a persone che hanno dato un contributo eccezionale e distintivo al rafforzamento delle relazioni transatlantiche. I premi vengono consegnati ogni anno durante la settimana dell'Assemblea Generale delle Nazioni Unite a New York.

## Insigniti
Gli insigniti del premio sono stati i seguenti:

### 2024
- Nana Akufo-Addo - Presidente del Ghana[3]
- Kyriakos Mitsotakis - Primo ministro della Grecia
- Giorgia Meloni - Presidente del Consiglio dei ministri della Repubblica Italiana[4][5]
- Miky Lee - Vice presidente del CJ Group

### 2023
- Volodymyr Zelenskyy – Presidente dell'Ucraina[6]
- Olaf Scholz – Cancelliere della Germania[7]
- Fumio Kishida – Primo ministro del Giappone[8]
- Janet Yellen – Segretario al tesoro degli Stati Uniti d'America[9]
- Victor L.L. Chu – Presidente e amministratore delegato di First Eastern Investment Group (Distinguished Service Award)[10]

### 2022
- Sauli Niinistö - Presidente della Repubblica finlandese
- Joko Widodo - Presidente dell'Indonesia
- Shinzo Abe - ex Primo ministro del Giappone
- Magdalena Andersson - Ministro di Stato della Svezia
- Sundar Pichai - Presidente e amministratore delegato di Alphabet Inc, una sussidiaria di Google
- Forest Whitaker - attore e attivista

### 2019
- Sebastian Piñera Echenique - Presidente del Cile
- Brian Grazer -  produttore cinematografico e televisivo e filantropo
- Mark Rutte - Primo ministro dei Paesi Bassi[11]
- will.i.am - Fondatore di Black Eyed Peas, fondatore e amministratore delegato di I.AM+ e fondatore e presidente di i.am.angel Foundation
- Anna Deavere Smith - attrice

### 2018
- Mauricio Macri - Presidente dell'Argentina
- John McCain - Senatore degli Stati Uniti d'America per l'Arizona
- Erna Solberg - Ministro di Stato della Norvegia
- Hamdi Ulukaya - fondatore, presidente e amministratore delegato di Chobani e fondatore di The Tent Partnership for Refugees

### 2017
- Justin Trudeau - Primo ministro del Canada
- Moon Jae-in - Presidente della Corea del Sud
- Lang Lang - pianista e filantropo

### 2016
- Shinzō Abe - Primo ministro del Giappone
- Matteo Renzi - Presidente del Consiglio dei ministri della Repubblica Italiana
- Wynton Marsalis - direttore artistico e amministrativo del Jazz at Lincoln Center

### 2015
- Juan Manuel Santos -  Presidente della Colombia
- Mario Draghi - Presidente della Banca Centrale Europea
- Yu Long -  direttore artistico dell'Orchestra Filarmonica della Cina

### 2014
- Shimon Peres - ex Presidente di Israele
- Enrique Peña Nieto - Presidente del Messico
- Petro Poroshenko - Presidente dell'Ucraina
- Lee Kuan Yew - Former Primo ministro di Singapore
- Robert De Niro - attore, regista e produttore
- Llewellyn Sanchez-Werner - Piano Virtuoso

### 2013
- Bronisław Komorowski - Presidente della Repubblica di Polonia
- Regina Rania di Giordania - regina consorte di Giordania
- Seiji Ozawa -  direttore d'orchestra

### 2012
- Aung San Suu Kyi - presidente della Lega Nazionale per la Democrazia
- Henry Kissinger - ex Segretario di Stato degli Stati Uniti d'America
- Sadako Ogata - ex alto commissariato delle Nazioni Unite per i rifugiati
- Quincy Jones -  arrangiatore, direttore d'orchestra, produttore discografico, compositore e attivista

### 2011
- Christine Lagarde -  direttore operativo del Fondo Monetario Internazionale
- John Kerry -  Segretario di Stato degli Stati Uniti d'America
- Rafik Hariri - Primo ministro del Libano (premio postumo)

### 2010
- Klaus Schwab -  fondatore e presidente esecutivo del Forum economico mondiale

### 2004
- Stanislav Petrov - tenente colonnello che identificò correttamente come falso l'allarme di attacco nucleare statunitense nell'incidente dell'equinozio d'autunno[12][13]